# Tomàs (metge)
Tomàs (en llatí Thomas, en grec Θωμᾶς), fou un metge romà d'Orient, al servei personal de l'emperador Justinià I, del qual fou tanmateix conseller privat (ἀσηκρήτοις, o a secretis) i en va gaudir del seu màxim favor i confiança.
Fou executat per la participació que va tenir en l'anomenada revolta de la Nika el 532.